# اومبرتو کازولا
اومبرتو کازولا (انگلیسی: Umberto Cazzola؛ زادهٔ ۱۲ ژانویهٔ ۱۹۸۲) بازیکن فوتبال اهل ایتالیا است.
از باشگاه‌هایی که در آن بازی کرده‌است می‌توان به باشگاه فوتبال آنکونا، باشگاه فوتبال پروجا، باشگاه فوتبال اسپال، و باشگاه فوتبال باری اشاره کرد.